# Alfred Doll
Alfred Gottfried Doll (* 31. August 1871 in Munderkingen; † 8. September 1942 in Ravensburg-Weingarten) war ein württembergischer Oberamtmann und Landrat.

## Leben
Doll, Sohn eines Kaufmanns und katholischer Konfession, studierte von 1891 bis 1895 Regiminalwissenschaften in Tübingen und München. Er legte 1896 die erste und 1897 die zweite höhere Dienstprüfung ab.
Danach trat er 1888 in die württembergische Innenverwaltung ein. Er wurde 1903 Amtmann in Horb und 1905 in Biberach. Von 1903 bis 1913 war er Stadtschultheiß von Biberach an der Riß. 1923 kehrte er in die Innenverwaltung zurück. Er war in Ehingen und von 1924 bis 1925 als Oberamtsverweser in Spaichingen tätig. Von 1925 bis 1933 leitete er das Oberamt Wangen, zunächst als Oberamtmann und ab 1928 als Landrat. 1933 erfolgte nach Aufforderung durch das Innenministerium die vorzeitige Zurruhesetzung. 1940 wurde er als zweiter Beamter am Landratsamt Ravensburg wiederverwendet.